# Contrafacia australis
Contrafacia australis är en fjärilsart som beskrevs av Johnson 1989. Contrafacia australis ingår i släktet Contrafacia och familjen juvelvingar. Inga underarter finns listade i Catalogue of Life.